# Conopomorpha zaplaca
Conopomorpha zaplaca là một loài bướm đêm thuộc họ Gracillariidae. Nó được tìm thấy ở New South Wales và Queensland.